# Misfits Boxing-események listája
A Misfits Boxing egy influenszer-ökölvívással foglalkozó és azt népszerűsítő cég, amit 2022-ben alapított KSI youtuber, illetve menedzsere Mams Taylor és a Sauerland-testvérek.
2022-ben három eseményt rendezett a cég, míg 2023-ban eddig hármat, míg összesen tízet tervez az évben.

## 2022

### MF & DAZN: X Series 001: KSI vs. Swarmz és Pineda
KSI vs. Swarmz és KSI vs. Luis Alcaraz Pineda (hivatalos megnevezése: 2 Fights, 1 Night vagy MF&DAZN: X Series 001) ökölvívó mérkőzések voltak KSI youtuber, zenész és Swarmz rapper, illetve Luis Alcaraz Pineda mexikói ökölvívó között. Az esemény 2022. augusztus 27-én került megrendezésre, a londoni O2 Arénában. KSI eredeti ellenfele az amerikai Alex Wassabi lett volna, de fejsérülés miatt vissza kellett lépnie a küzdelemtől. 2022. augusztus 16-án KSI bejelentette, hogy aznap este nem csak egy ellenfele lesz, hanem kettő. KSI mindkét mérkőzést megnyerte, kiütéssel.
KSI lett az ICB Cirkálósúlyú világbajnok, Slim Albaher az ICB Félnehézsúlyú világbajnok, King Kenny az ICB Cirkálósúlyú nemzetközi bajnok és Deen the Great az ICB Váltósúlyú Észak-amerikai bajnok. Deji Olatunji ezen az eseményen nyerte meg első ökölvívó mérkőzését, miután amatőrként elvesztett sorozatban hármat.

#### Mérkőzések
| Súlycsoport  | Győztes        | Vesztes             | Győzelem típusa   | Menet | Idő  | Jegy.             |
| ------------ | -------------- | ------------------- | ----------------- | ----- | ---- | ----------------- |
| Cirkálósúly  | KSI            | Luis Alcaraz Pineda | KO                | 3 (3) | 0:50 |                   |
| Félnehézsúly | Slim Albaher   | FaZe Temper         | KO                | 2 (4) | 2:20 | [ a ] [ b ] [ c ] |
| Félnehézsúly | Deji           | Fousey              | Edzői visszalépés | 3 (4) | 1:28 | [ a ]             |
| Cirkálósúly  | King Kenny     | FaZe Sensei         | PONT              | 4     | –    | [ e ] [ a ]       |
| Cirkálósúly  | Salt Papi      | Andy Warski         | KO                | 1 (3) | 0:29 | [ a ]             |
| Nehézsúly    | Sam Hyde       | IAMTHMPSN           | TKO               | 3 (3) | 1:28 | [ a ]             |
| Váltósúly    | Deen the Great | Evil Hero           | TKO               | 1 (3) | 2:52 | [ f ] [ a ]       |
| Cirkálósúly  | KSI            | Swarmz              | KO                | 2 (3) | 0:28 | [ g ] [ h ]       |

1. 1 2 3 4 5 6  Mindkét fél profi debütálása
2. ↑  Temper eredeti ellenfele Blueface lett volna, de eltávolították az eseményből, miután megjelent róla egy videó, ahogy verekedik barátnőjével.
3. ↑  Az ICB Félnehézsúly világbajnoki címért
4. ↑  Fousey edzője úgy döntött, hogy ökölvívója nem tudja befejezni a mérkőzést, így bedobta a törölközőt a szorítóba
5. ↑  Az ICB Cirkálósúly Nemzetközi bajnoki címért
6. ↑  Az ICB Váltósúly Észak-amerikai bajnoki cím
7. ↑  Az ICB Cirkálósúly világbajnoki címért
8. ↑  Swarmz profi debütálása

### MF & DAZN: X Series 002: Swingler vs. Cherdleys
A Swingler vs. Cherdleys (hivatalos megnevezése: MF&DAZN: X Series 002) ökölvívó mérkőzés volt Jay Swingler és Cherdleys youtuberek  között, amit az Utilita Arénában rendeztek, Sheffield városában.
Jay Swingler könnyen legyőzte ellenfelét mérkőzésükön, már az első körben kiütéssel diadalmaskodott. Slim Albaher megtartotta veretlenségét Ryan Taylor ellen, bár a bírók pontozásáig kellett várni a győzelméért. JMX az utolsó fordulóban ütötte ki Gintyt, míg Swinglerhez hasonlóan Astrid Wettnek is csak egy menet kellett a diadalhoz, TKO-val nyert.

#### Mérkőzések
| Súlycsoport  | Győztes        | Vesztes       | Győzelem típusa | Menet | Idő  |
| ------------ | -------------- | ------------- | --------------- | ----- | ---- |
| Középsúly    | Jay Swingler   | Cherdleys     | TKO             | 1 (4) | 1:10 |
| Félnehézsúly | Slim Albaher   | Ryan Taylor   | PONT            | 4 (4) |      |
| Félnehézsúly | JMX            | Ginty         | KO              | 3 (3) | 2:02 |
| Pehelysúly   | Astrid Wett    | Keeley        | TKO             | 1 (3) | 2:00 |
| Félnehézsúly | Anthony Taylor | Ashley Rak-Su | PONT            | 3 (3) |      |
| Nehézsúly    | Halal Ham      | DTG           | PONT            | 3 (3) |      |

### MF & DAZN: X Series 003: Deen vs. Walid
A Deen vs. Walid (hivatalos megnevezése: MF & DAZN: X Series 003) ökölvívó mérkőzés volt Deen the Great amerikai youtuber és Walid Sharks iraki-szíriai TikToker között. A mérkőzést 2022. november 19-én rendezték meg Texas államban, a Moody Center arénában. Deen a harmadik menetben ütötte ki ellenfelét.
A Misfits Boxing első eseménye közben bejelentették, hogy a cég második eseményén, 2022. október 15-én Hasim Rahman Jr. fog megküzdeni Vitor Belfort MMA-versenyzővel, de ezt el kellett halasztani 2022 novemberére. Azt követően, hogy Belfort visszalépett, helyét Greg Hardy vette át, mint Rahman Jr. ellenfele és a Deen vs. Walid küzdelem lett az este fő eseménye.

#### Mérkőzések
| Súlycsoport    | Győztes            | Vesztes           | Győzelem típusa | Menet | Idő  | Jegyzetek   |
| -------------- | ------------------ | ----------------- | --------------- | ----- | ---- | ----------- |
| Nagypehelysúly | Deen the Great     | Walid Sharks      | TKO             | 3 (4) | 1:55 | [ a ] [ b ] |
| Nehézsúly      | Josh Brueckner     | Chase DeMoor      | VISSZ.          | 2 (4) | 3:00 | [ c ] [ d ] |
| Nehézsúly      | Greg Hardy         | Hasim Rahman Jr.  | PONT            | 4 (4) |      |             |
| Cirkálósúly    | King Kenny         | DK Money          | KO              | 1 (4) | 1:34 | [ e ] [ f ] |
| Cirkálósúly    | FaZe Temperrr      | Overtflow         | KO              | 1 (4) | 0:30 | [ e ]       |
| Félnehézsúly   | Brandon Buckingham | Ice Poseidon      | TKO             | 1 (4) | 2:13 | [ e ]       |
| Nehézsúly      | Malcolm Minikon    | NickNackPattiwack | Kizárás         | 4 (4) | 1:40 | [ e ]       |

1. ↑  Walid Sharks profi debütálása
2. ↑  Az ICB Nagypehelysúlyú világbajnoki címért
3. ↑  DeMoor profi debütálása
4. ↑  Az ICB Nehézsúlyú nemzetközi bajnoki címért
5. 1 2 3 4  Mindkét fél profi debütálása
6. ↑  Az ICB Cirkálósúlyú nemzetközi bajnoki címért

## 2023

### MF & DAZN: X Series 004: KSI vs. FaZe Temperrr
A KSI vs. Faze Temperrr (hivatalos nevén: MF & DAZN: X Series 004 és Uncaged) profi ökölvívó mérkőzés KSI brit youtuber és FaZe Temperrr brazil youtuber között. 2023. január 14-én került megrendezésre, a londoni Wembley Arénában, Angliában. KSI egy Michael Page-inspirálta kiütéssel nyert, az első menetben.
Az este fő eseménye mellett a két, az első Misfits eseményen KSI ellen küzdő sportoló, a mexikói Luis Alcaraz Pineda és az angol Swarmz legyőzték Ryan Taylort és B Dave-et, kiütéssel, illetve pontozással. Ezek mellett Salt Papi sorozatban harmadjára kiütéssel nyerte meg mérkőzését, ezúttal Josh Brueckner ellen.

#### Mérkőzések
| Súlycsoport  | Győztes             | Vesztes        | Győzelem típusa    | Menet | Idő  | Jegyzetek |
| ------------ | ------------------- | -------------- | ------------------ | ----- | ---- | --------- |
| Félnehézsúly | KSI                 | FaZe Temperrr  | KO                 | 1 (6) | 2:19 |           |
| Félnehézsúly | Slim Albaher        | Tom Zanetti    | PONT               | 4 (4) |      | [ a ]     |
| Fogósúly     | Salt Papi           | Josh Brueckner | KO                 | 2 (4) | 1:39 |           |
| Félnehézsúly | Luis Alcaraz Pineda | B Dave         | PONT               | 3 (3) |      | [ b ]     |
| Cirkálósúly  | Swarmz              | Ryan Taylor    | TKO/Doktori döntés | 1 (4) | 0:49 |           |
| Pehelysúly   | Elle Brooke         | Faith Ordway   | TKO                | 1 (3) | 1:41 | [ c ]     |
| Félnehézsúly | Idris Virgo         | Anthony Taylor | PONT               | 4 (4) |      |           |

1. ↑  Zanetti profi bemutatkozása
2. ↑  B Dave profi bemutatkozása
3. ↑  Mindkét fél profi bemutatkozása

### MF & DAZN: X Series 005: Swingler vs. NichLmao
A Jay Swingler vs. NichLmao (hivatalos megnevezése: MF & DAZN: X Series 005) ökölvívó mérkőzés volt Jay Swingler brit youtuber és NichLmao szingapúri youtuber között. 2023. március 4-én rendezték a Telford International Centre arénában, Telfordban, Angliában. Swingler pontozással győzte le szingapúri ellenfelét. Az angol ökölvívó mindössze két hónappal az esemény után bejelentette visszavonulását a sporttól.
Az eseményt eredetileg 2023. február 25-én rendezték volna, de elhalasztották, hogy ne ütközzön Jake Paul és Tommy Fury mérkőzésével. Ezen az eseményen rendeztek először úgynevezett tag team-mérkőzést az ökölvívás világában, azaz az ökölvívók egymást váltva, párban mérkőztek meg egymással. Az első ilyen mérkőzésen Luis Alcaraz Pineda és BDave mérkőzött meg  Anthony Vargas és Ice Poseidon ellen.

#### Mérkőzések
| Súlycsoport    | Győztes                                           | Vesztes                                           | Győzelem típusa | Menet | Idő  | Jegyzetek |
| -------------- | ------------------------------------------------- | ------------------------------------------------- | --------------- | ----- | ---- | --------- |
| Nagyközépsúly  | Jay Swingler                                      | NichLmao                                          | PONT            | 4 (4) |      |           |
| Nagypehelysúly | Deen the Great                                    | Pully Arif                                        | PONT            | 4 (4) |      | [ a ]     |
| Félnehézsúly   | Ashley Rak-Su                                     | King Kenny                                        | PONT            | 4 (4) |      |           |
| Félnehézsúly   | Los Pineda Coladas (Luis Alcaraz Pineda és BDave) | D-Generation Ice (Anthony Vargas és Ice Poseidon) | TKO             | 2 (4) | 0:50 |           |
| Légsúly        | Astrid Wett                                       | AJ Bunker                                         | PONT            | 3 (3) |      | [ b ]     |
| Cirkálósúly    | Ginty                                             | Halal Ham                                         | PONT            | 3 (3) |      |           |
| Nehézsúly      | Tempo Arts                                        | Godson Umeh                                       | VISSZ.          | 1 (3) | 3:00 |           |

1. ↑  Az MF könnyűsúlyú bajnoki címért
2. ↑  Az MF légsúlyú bajnoki címért

### MF & DAZN: X Series 006: JMX vs. Bell
A JMX vs. Le’Veon Bell (hivatalos megnevezése: MF & DAZN: X Series 006) ökölvívó mérkőzés volt JMX brit youtuber és Le’Veon Bell amerikai amerikai futball-játékos között, amit 2023. április 21-én rendeztek meg a New Orleans-i Convocation Centre-ben. Bell pontozással győzte le JMX-et.
A mérkőzést eredetileg április 22-én rendezték volna meg, de egy nappal előre hozták a Gervonta Davis és Ryan Garcia ütközetével való ütközés miatt.

#### Mérkőzések
| Súlycsoport    | Győztes        | Vesztes         | Győzelem típusa | Menet        | Idő          | Jegyzetek    |
| Fő események   | Fő események   | Fő események    | Fő események    | Fő események | Fő események | Fő események |
| -------------- | -------------- | --------------- | --------------- | ------------ | ------------ | ------------ |
| Cirkálósúly    | Le’Veon Bell   | JMX             | PONT            | 4 (4)        |              | [ a ]        |
| Félnehézsúly   | Chris Avila    | Paul Bamba      | PONT            | 4 (4)        |              |              |
| Kisváltósúly   | Walid Sharks   | Ayye Pap        | KO              | 2 (4)        | 1:34         | [ b ]        |
| Nagypehelysúly | Uncle Pizza    | YuddyGangTV     | PONT            | 4 (4)        |              | [ c ]        |
| Nehézsúly      | Malcom Minikon | Jake the Viking | Döntetlen       | 4 (4)        |              | [ d ]        |
| Középsúly      | OJ Rosé        | Kimbo Slice Jr. | TKO             | 2 (4)        | 2:00         | [ c ]        |
| Előesemények   |                |                 |                 |              |              |              |
| Nehézsúly      | Stevie Knight  | Chase DeMoor    | Kizárva         | 1 (4)        | 2:59         | [ e ]        |
| Kispehelysúly  | Alaena Vampira | Fangs           | TKO             | 2 (4)        | 1:24         | [ c ]        |

1. ↑  JMX profi debütálása
2. ↑  Pap profi debütálása
3. 1 2 3  Mindkét fél profi debütálása
4. ↑  Jake profi debütálása
5. ↑  Knight profi debütálása

### MF & DAZN: X Series 007: KSI vs. Fournier
A KSI vs. Joe Fournier (hivatalos nevén: MF & DAZN: X Series 007) egy profi ökölvívó mérkőzés KSI brit youtuber és Joe Fournier korábbi félnehézsúlyú WBA-világbajnok között. 2023. május 13-án került megrendezésre a londoni OVO Wembley Arénában.
KSI kiütötte Joe Fournier-t a második negyedben, az ökölvívót a visszajátszások alapján könyökével találta el, de a szabálytalan ütést a bíró nem vette észre. KSI ennek ellenére azt nyilatkozta, hogy Fournier már az előző ütése miatt elkezdett a földre esni. A PBA elvette KSI győzelmét, úgy döntött, hogy nem hirdetnek győztest. KSI öccse, Deji szintén diadalmaskodott, pontozással legyőzve Swarmz rappert. Anthony Taylor véget vetett Salt Papi veretlenségének, míg Viruzz kiütötte DK Moneyt. A két női küzdelemben Paigey Cakey és Lil Bellsy győzött.

#### Mérkőzések
| Súlycsoport            | Győztes           | Vesztes          | Győzelem típusa | Menet      | Idő        | Jegyzetek  |
| Fő esemény             | Fő esemény        | Fő esemény       | Fő esemény      | Fő esemény | Fő esemény | Fő esemény |
| ---------------------- | ----------------- | ---------------- | --------------- | ---------- | ---------- | ---------- |
| Cirkálósúly            | KSI               | Joe Fournier     | Nincs győztes   | 2 (6)      | 1:26       | [ b ]      |
| Félnehézsúly           | Deji Olatunji     | Swarmz           | PONT            | 4 (4)      |            |            |
| Cirkálósúly            | Anthony Taylor    | Salt Papi        | PONT            | 3 (3)      |            |            |
| Kispehelysúly          | Paigey Cakey      | Tennessee Thresh | PONT            | 3 (3)      |            |            |
| Cirkálósúly            | Viruzz            | DK Money         | KO              | 2 (3)      | 2:59       |            |
| Kispehelysúly          | Lil Bellsy        | Lil Kymchii      | PONT            | 3 (3)      |            |            |
| Happy Punch előesemény |                   |                  |                 |            |            |            |
| Nehézsúly              | WingsOfRedemption | Boogie2988       | TKO             | 2 (3)      | 0:29       | [ c ]      |
| Kisváltósúly           | Unbaer            | Corn             | PONT            | 3 (3)      |            |            |
| Cirkálósúly            | Luis Nestor       | Callum King      | PONT            | 3 (3)      |            |            |
| Félnehézsúly           | Halal Ham         | Zuckles          | PONT            | 3 (3)      |            |            |

1. ↑  KSI véletlenül könyökével ütötte ki Fournier-t, így nem hirdettek győztest.[33]
2. ↑  Az MF cirkálósúlyú bajnoki címért
3. ↑  A három menet mind egy perces volt

### MF & DAZN: X Series 008: Survivor Tag
Az MF & DAZN: X Series 008 eseményt 2023. július 22-én tartották, az amerikai Nashville-ben, Tennessee államban. Az este fő eseménye a NichLmao vs. Swarmz vs. BDave vs. Ryan Johnston mérkőzés, ahol a négy fél egymást váltva küzdött meg egymással.
| Súlycsoport            | Győztes                        | Vesztes(ek)                    | Vesztes(ek)                    | Vesztes(ek)                    | Győzelem típusa | Menet      | Idő        | Jegyzetek  |
| Fő esemény             | Fő esemény                     | Fő esemény                     | Fő esemény                     | Fő esemény                     | Fő esemény      | Fő esemény | Fő esemény | Fő esemény |
| ---------------------- | ------------------------------ | ------------------------------ | ------------------------------ | ------------------------------ | --------------- | ---------- | ---------- | ---------- |
| Félnehézsúly           | NichLmao                       | Swarmz                         | BDave                          | Ryan Johnston                  | PONT            | 4          |            |            |
| Könnyűsúly             | Deen the Great és Walid Sharks | YPG! (YuddyGangTV és Ayye Pap) | YPG! (YuddyGangTV és Ayye Pap) | YPG! (YuddyGangTV és Ayye Pap) | PONT            | 4          |            |            |
| Nehézsúly              | Alan Belcher                   | Teddy Webster                  | Teddy Webster                  | Teddy Webster                  | TKO             | 3 (3)      | 2:15       |            |
| Nehézsúly              | The AK Guy                     | James Sellers                  | James Sellers                  | James Sellers                  | TKO             | 3 (4)      | 2:14       | [ a ]      |
| Happy Punch előesemény |                                |                                |                                |                                |                 |            |            |            |
| Kisváltósúly           | Corn                           | Unbaer                         | Unbaer                         | Unbaer                         | TKO             | 4 (4)      | 1:48       | [ a ]      |
| Cirkálósúly            | Jack Grady                     | The Magic Crasher              | The Magic Crasher              | The Magic Crasher              | KO              | 2 (4)      | 2:00       | [ a ]      |

1. 1 2 3  Mindkét fél debütálása

### MF & DAZN: X Series 009: Virgo vs. Chalmers
A MF & DAZN: X Series 009 eseményt 2023. szeptember 23-án tartják a Vertu Motors Arenában, Newcastle upon Tyne városában. Az este fő eseménye az Idris Virgo ökölvívó és Aaron Chalmers televíziós személyiség közötti mérkőzés lesz.

#### Mérkőzések
| Súlycsoport      | Győztes           | Vesztes        | Győzelem típusa | Menet      | Idő        | Jegyzetek  |
| Fő esemény       | Fő esemény        | Fő esemény     | Fő esemény      | Fő esemény | Fő esemény | Fő esemény |
| ---------------- | ----------------- | -------------- | --------------- | ---------- | ---------- | ---------- |
| Félnehézsúly     | Idris Virgo       | Aaron Chalmers | TKO             | 3 (5)      | 1:48       |            |
| Cirkálósúly      | FaZe Temperrr     | Ginty          | TKO             | 1 (4)      | 2:55       |            |
| Félnehézsúly     | Ashley Rak-Su     | Halal Ham      | PONT            | 3 (3)      |            |            |
| Félnehézsúly     | Gabriel Silva     | Ben Davis      | KO              | 1 (4)      | 2:55       |            |
| Nehézsúly        | Armz Korleone     | Master Oogway  | TKO             | 1 (3)      | 2:45       |            |
| Félnehézsúly     | OJ Rosé           | Callum Izzard  | TKO             | 3 (4)      | 2:14       |            |
| Előzetes esemény |                   |                |                 |            |            |            |
| Középsúly        | AJ Bunker         | Little Bellsy  | PONT            | 3 (3)      |            |            |
| Könnyűsúly       | Small Spartan Jay | Pully Arif     | PONT            | 3 (3)      |            |            |
| Könnyűsúly       | Carla Jade        | Tash Weekender | PONT            | 3 (3)      |            |            |

### MF & DAZN: X Series 010: KSI vs. Tommy Fury
Az MF & DAZN: X Series 010: The Prime Card eseményt 2023. október 14-én tartották, aminek keretei között KSI megküzdött Tommy Furyvel és Logan Paul is szerepelt, Dillon Danis ellen. Fury pontozással, Paul pedig Danis diszkvalifikációját követően nyert.

#### Mérkőzések
| Súlycsoport      | Győztes                                | Vesztes                                          | Győzelem típusa  | Menet      | Idő        | Jegyzetek  |
| Fő esemény       | Fő esemény                             | Fő esemény                                       | Fő esemény       | Fő esemény | Fő esemény | Fő esemény |
| ---------------- | -------------------------------------- | ------------------------------------------------ | ---------------- | ---------- | ---------- | ---------- |
| Cirkálósúly      | Tommy Fury                             | KSI                                              | PONT             | 6 (6)      |            | [ a ]      |
| Bridger-súly     | Logan Paul                             | Dillon Danis                                     | Diszkvalifikáció | 6 (6)      |            |            |
| középsúly        | Slim Albaher                           | Salt Papi                                        | TKO              | 4 (5)      | 2:54       | [ b ]      |
| Könnyűsúly       | Deen the Great                         | Walid Sharks                                     | PONT             | 5 (5)      |            | [ c ]      |
| Félnehézsúly     | Anthony Taylor                         | King Kenny                                       | PONT             | 5 (5)      |            | [ d ]      |
| Félnehézsúly     | My Mate Nate                           | Whindersson Nunes                                | PONT             | 4 (4)      |            |            |
| Félnehézsúly     | Wassabi Lmao (Alex Wassabi & NichLmao) | Los Pineda Coladas (Luis Alcaraz Pineda & BDave) | PONT             | 4 (4)      |            | [ e ]      |
| Előzetes esemény |                                        |                                                  |                  |            |            |            |
| Félnehézsúly     | Ed Matthews                            | Swarmz                                           | KO               | 1 (4)      | 0:30       |            |
| Nehézsúly        | Tempo Arts                             | Chase DeMoor                                     | PONT             | 5 (5)      |            | [ g ]      |
| Légysúly         | Astrid Wett                            | Alexia Grace                                     | PONT             | 3 (3)      |            | [ h ]      |
| Nehézsúly        | DTG                                    | S-X                                              | TKO              | 1 (3)      | 1:59       |            |

1. ↑  Az MFB cirkálósúlyú bajnoki címért
2. ↑  Az MFB középsúlyú bajnoki címért
3. ↑  Az MFB könnyűsúlyú bajnoki címért
4. ↑  Az MFB félnehézsúlyú bajnoki címért
5. ↑  Az MFB könnyűsúlyú tag-bajnoki címért
6. ↑  Swarmz Ryan Taylor ellen küzdött volna meg, de Taylort az esemény előtt néhány nappal letartóztatták.
7. ↑  Az MFB nehézsúlyú bajnoki címért
8. ↑  Az MFB légysúlyú bajnoki címért

### MF & DAZN: X Series 011: Jarvis vs. BDave
Az MF & DAZN: X Series 011 eseményt november 17-én rendezték. Az első ökölvívóját, Jarvist, 2023. október 14-én jelentették be. Jarvis pontozással győzte le az amerikai BDave-et.
| Súlycsoport      | Győztes        | Vesztes            | Győzelem típusa | Menet      | Idő        | Jegyzetek   |
| Fő esemény       | Fő esemény     | Fő esemény         | Fő esemény      | Fő esemény | Fő esemény | Fő esemény  |
| ---------------- | -------------- | ------------------ | --------------- | ---------- | ---------- | ----------- |
| Váltósúly        | Jarvis Khattri | BDave              | PONT            | 5 (5)      |            | [ a ] [ b ] |
| Cirkálósúly      | Jully Poca     | Alaena Vampira     | PONT            | 5 (5)      |            | [ c ] [ d ] |
| Középsúly        | Gabriel Silva  | OJ Rosé            | PONT            | 4 (4)      |            |             |
| Nehézsúly        | Armz Korleone  | Malcom Minikon     | PONT            | 4 (4)      |            |             |
| Könnyűsúly       | YuddyGangTV    | Uncle Pizza        | PONT            | 4 (4)      |            |             |
| Előzetes esemény |                |                    |                 |            |            |             |
| Cirkálósúly      | Dapper Laughs  | Simple Simon       | TKO             | 1 (4)      | 1:05       | [ e ]       |
| Félnehézsúly     | Adam Brooks    | Rhino              | KO              | 2 (3)      | 1:40       | [ e ]       |
| Bridger-súly     | Muhsin Cason   | Piotr Budziszewski | KO              | 2 (4)      | 3:09       |             |

1. ↑  Khattri profi debütálása
2. ↑  Az MFB váltósúlyú bajnoki címért
3. ↑  Poca profi debütálása
4. ↑  Az MFB női cirkálósúlyú bajnoki címért
5. 1 2  Mindkét fél debütálása

## 2024

### MF & DAZN: X Series 012: Matthews vs. Pineda
A MF & DAZN: X Series 12 eseményt január 20-án tartották, a fő eseményen Luis Alcaraz Pineda ökölvívó győzte le Ed Matthews TikTokert kiütéssel. Ez volt az első Misfits-rendezvény, amit nem a PBA szabályai szerint folytattak le, miután Mams Taylor bejelentette, hogy elhagyták a szervezetet. A PBA helyett ettől kezdve a lengyel PPBD licencelte a rendezvényeket.

#### Mérkőzések
| Súlycsoport      | Győztes             | Vesztes           | Győzelem típusa | Menet      | Idő        | Jegyzetek  |
| Fő esemény       | Fő esemény          | Fő esemény        | Fő esemény      | Fő esemény | Fő esemény | Fő esemény |
| ---------------- | ------------------- | ----------------- | --------------- | ---------- | ---------- | ---------- |
| Középsúly        | Luis Alcaraz Pineda | Ed Matthews       | KO              | 2 (4)      | 1:11       |            |
| Középsúly        | Elle Brooke         | AJ Bunker         | KO              | 3 (5)      | 1:56       | [ a ]      |
| Félnehézsúly     | Ashley Rak-Su       | OJ Rosé           | PONT            | 4          |            |            |
| Cirkálósúly      | Tristan Hamm        | Not Logan Paul    | KO              | 1 (4)      | 1:39       | [ b ]      |
| Könnyűsúly       | FoxTheG             | Small Spartan Jay | KO              | 1 (4)      | 1:34       | [ c ]      |
| Váltósúly        | Ben Williams        | Fes Batista       | PONT            | 4          |            | [ d ]      |
| Nehézsúly        | Chase DeMoor        | Malcolm Minikon   | PONT            | 4          |            |            |
| Előzetes esemény |                     |                   |                 |            |            |            |
| Nehézsúly        | DTG                 | Myles Rak-Su      | VISSZ           | 2 (4)      | 3:00       | [ e ]      |
| Váltósúly        | Joey Knight         | Most Wanted       | TKO             | 3 (4)      | 1:07       | [ b ]      |

1. ↑  Az MFB női középsúlyú bajnoki címért
2. 1 2  Mindkét fél profi debütálása
3. ↑  FoxTheG profi debütálása
4. ↑  Williams profi debütálása
5. ↑  Rak-Su profi debütálása

### MF & DAZN: X Series 013: FoxTheG vs. Evil Hero
Az MF & DAZN: X Series 13 eseményt március 24-én rendezték meg Nashville-ben, a Worldwide Stages arénában. A fő eseményen FoxTheG brit youtuber mérkőzött meg Evil Hero amerikai influenszerrel, FoxTheG kiütéssel nyert az első menetben. Fox eredetileg két ellenféllel mérkőzött volna meg, Heróval és az angol Most Wanted Twitter-felhasználóval, de Wanted visszalépett egy pánikroham miatt.
A YuddyGangTV–Lil Cracra mérkőzés második menete után evakuálni kellett az arénát egy robbanószer veszélye miatt, aminek következtében nem hirdettek győztest.

#### Mérkőzések
| Súlycsoport      | Győztes             | Vesztes       | Győzelem típusa | Menet      | Idő        | Jegyzetek   |
| Fő esemény       | Fő esemény          | Fő esemény    | Fő esemény      | Fő esemény | Fő esemény | Fő esemény  |
| ---------------- | ------------------- | ------------- | --------------- | ---------- | ---------- | ----------- |
| Könnyűsúly       | FoxTheG             | Evil Hero     | TKO             | 1 (3)      | 0:55       |             |
| Félnehézsúly     | Chris Avila         | Jake Bostwick | PONT            | 4          |            |             |
| Cirkálósúly      | Tayler Holder       | DWG Earth     | TKO             | 2 (5)      | 2:56       | [ a ]       |
| Könnyűsúly       | YuddyGangTV         | Lil Cracra    | Nincs győztes   | 2 (5)      | 3:00       | [ b ]       |
| Könnyűsúly       | Joey Knight         | Baby Hulk     | TKO             | 1 (5)      | 2:22       | [ c ]       |
| Előzetes esemény |                     |               |                 |            |            |             |
| Könnyűsúly       | Nikki Hru           | Alexia Grace  | PONT            | 5          |            | [ d ] [ e ] |
| Nehézsúly        | Vitalij Zdoroveckij | MoDeen        | TKO             | 1 (3)      | 2:58       |             |

1. ↑  Mindkét fél profi debütálása
2. ↑  Cracra profi debütálása
3. ↑  Hulk profi debütálása
4. ↑  Hru profi debütálása
5. ↑  A női könnyűsúlyú bajnoki címért

### MF & DAZN: X Series 014: Salt Papi vs Ferrari
Az MF & DAZN: X Series 14 eseményt május 11-én rendezték meg, a fő esemény Salt Papi Fülöp-szigeteki internetes személyiség és Amadeusz Ferrari lengyel MMA-versenyző között. Salt Papi Ferrari visszalépése után nyert, a harmadik menetben. Az eseményen még legyőzte Adam Brookst King Kenny, Ryan Taylort Mist és 6ar6ie6-t Jully Poca.

#### Mérkőzések
| Súlycsoport  | Győztes          | Vesztes          | Győzelem típusa | Menet | Idő  | Jegyzetek   |
| ------------ | ---------------- | ---------------- | --------------- | ----- | ---- | ----------- |
| Félnehézsúly | Salt Papi        | Amadeusz Ferrari | VISSZ           | 3 (5) | 3:00 |             |
| Cirkálósúly  | Jully Poca       | 6ar6ie6          | PONT            | 5 (5) |      | [ a ] [ b ] |
| Félnehézsúly | King Kenny       | Adam Brooks      | TKO             | 2 (4) | 2:29 |             |
| Cirkálósúly  | Mist             | Ryan Taylor      | TKO             | 1 (4) | 2:32 | [ c ]       |
| Könnyűsúly   | Argentinian King | Pully Arif       | PONT            | 5 (5) |      | [ d ]       |
| Nehézsúly    | Tempo Arts       | Ben Knights      | TKO             | 5 (5) | 2:20 | [ e ] [ f ] |

1. ↑  6ar6ie6 profi debütálása
2. ↑  Az MFB női cirkálósúlyú bajnoki címért
3. ↑  Mist profi debütálása
4. ↑  King profi debütálása
5. ↑  Knights profi debütálása
6. ↑  Az MFB nehézsúlyú bajnoki címért

### MF & DAZN: X Series 015: Brooke vs. VanZant
Az MF & DAZN: X Series 15 eseményt május 25-én rendezték meg, Elle Brooke OnlyFans-modell és Paige VanZant MMA-versenzyő között. A mérkőzésen, amit a női középsúlyú bajnoki címért vívtak, a végeredmény döntetlen lett.
A további mérkőzések között volt Le’Veon Bell amerikaifutball-játékos és Tristan Hamm, amit Bell nyert meg, illetve a szorítóba lépett még YuddyGangTV és Fangs is.

#### Mérkőzések
| Súlycsoport      | Győztes        | Vesztes          | Győzelem típusa | Menet      | Idő        | Jegyzetek   |
| Fő esemény       | Fő esemény     | Fő esemény       | Fő esemény      | Fő esemény | Fő esemény | Fő esemény  |
| ---------------- | -------------- | ---------------- | --------------- | ---------- | ---------- | ----------- |
| Középsúly        | Elle Brooke    | Paige VanZant    | PONT            | 5 (5)      |            | [ a ] [ b ] |
| Cirkálósúly      | Le’Veon Bell   | Tristan Hamm     | PONT            | 5 (5)      |            |             |
| Könnyűsúly       | YuddyGangTV    | Lil Cracra       | PONT            | 5 (5)      |            |             |
| Félnehézsúly     | Anthony Vargas | Jeremy Park      | PONT            | 4 (4)      |            | [ c ]       |
| Könnyűsúly       | Killer Bee     | Silvia Fernandez | PONT            | 4 (4)      |            |             |
| Előzetes esemény |                |                  |                 |            |            |             |
| Cirkálósúly      | Alaena Vampira | Loza             | PONT            | 4 (4)      |            | [ d ]       |
| Cirkálósúly      | Alysia Magen   | Fangs            | PONT            | 4 (4)      |            | [ e ]       |

1. ↑  VanZant profi debütálása
2. ↑  Az MFB női középsúlyú bajnoki címért
3. ↑  Mindkét fél profi debütálása
4. ↑  Loza profi debütálása
5. ↑  Magen profi debütálása

### MF & DAZN: X Series 016: FaZe Temperrr vs. Brueckner
A MF & DAZN: X Series 16 eseményt augusztus 10-én rendezték meg, a miami James L Knight Centre-ben. Az este fő eseménye FaZe Temperrr brazil internetes személyiség és Josh Brueckner amerikai internetes személyiség között volt. A fő eseményt Brueckner nyerte TKO-val. 
Ezek mellett szintén kiütéssel győzött Anthony Taylor Samuel Ericsson felett, Amir Anderson Kijonti Davis ellen, illetve Leah Gotti is hasonlóan verte meg Amber Fields-et.

#### Mérkőzések
| Súlycsoport  | Egyik fél      | Másik fél         | Győzelem típusa | Menet | Idő  | Jegyzetek |
| ------------ | -------------- | ----------------- | --------------- | ----- | ---- | --------- |
| Cirkálósúly  | Josh Brueckner | FaZe Temperrr     | TKO             | 2 (5) | 2:51 |           |
| Félnehézsúly | Anthony Taylor | Samuel Ericsson   | TKO             | 2 (5) | 2:52 | [ a ]     |
| Félnehézsúly | Amir Anderson  | Kijonti Davis     | TKO             | 3 (6) | 2:54 | [ b ]     |
| Könnyűsúly   | YuddyGangTV    | Argentinian King  | PONT            | 5     |      |           |
| Váltósúly    | J’Hon Ingram   | Ryan Schwartzberg | PONT            | 6     |      | [ c ]     |
| Könnyűsúly   | Lil Cracra     | Ace Musa          | PONT            | 5     |      | [ d ]     |
| Könnyűsúly   | Leah Gotti     | Amber Fields      | TKO             | 3 (4) | 1:34 | [ e ]     |

1. ↑  Musa profi debütálása
2. ↑  Anderson profi debütálása
3. ↑  Ericsson profi debütálása
4. ↑  Musa profi debütálása
5. ↑  Mindkét fél profi debütálása

### MF & DAZN: X Series 017: Aarons vs. Simpson
A Danny Aarons vs Danny Simpson (hivatalos nevén: MF & DAZN: X Series 17) profi ökölvívó-mérkőzés. Danny Aarons angol youtuber mérkőzik meg Danny Simpson labdarúgóval. Az eseményt 2024. augusztus 31-én rendezik a dublini 3Arenában.
Eredetileg KSI megmérkőzött volna két ellenféllel is, de sérülés miatt vissza kellett lépnie.

#### Mérkőzések
| Súlycsoport  | Győztes         | Vesztes        | Győzelem típusa | Menet      | Idő        | Jegyzetek   |
| Fő esemény   | Fő esemény      | Fő esemény     | Fő esemény      | Fő esemény | Fő esemény | Fő esemény  |
| ------------ | --------------- | -------------- | --------------- | ---------- | ---------- | ----------- |
| Félnehézsúly | Danny Aarons    | Danny Simpson  | Döntetlen       | 4 (4)      |            | [ b ]       |
| Félnehézsúly | Anthony Taylor  | Gabriel Silva  | TKO             | 3 (5)      | 2:54       | [ c ]       |
| Nehézsúly    | HSTikkyTokky    | George Fensom  | KO              | 1 (4)      | 1:19       | [ b ]       |
| Váltósúly    | Ben Williams    | Warren Spencer | TKO             | 2 (4)      | 0:45       | [ d ]       |
| Könnyűsúly   | Deen the Great  | Dave Fogarty   | TKO             | 3 (5)      | 2:57       | [ e ] [ f ] |
| Nehézsúly    | Sami Hamed      | Jesse Clarke   | TKO             | 2 (5)      | 2:21       | [ b ]       |
| Cirkálósúly  | Mike Edwards    | Jake Cornish   | PONT            | 5 (5)      |            | [ b ]       |
| Cirkálósúly  | Malcolm Minikon | DTG            | PONT            | 5 (5)      |            |             |

1. ↑  Aarons eredetileg Beavo ellen mérkőzött volna meg, de az sérülés miatt visszalépett.
2. 1 2 3 4  Mindkét fél profi debütálása.
3. ↑  Az MFB félnehézsúlyú bajnoki címért
4. ↑  Spencer profi debütálása
5. ↑  Az MFB könnyűsúlyú bajnoki címért
6. ↑  Fogarty profi debütálása

### MF & DAZN: X Series 018: Brooke vs. Savage
Az Elle Brooke vs Jenny Savage (hivatalos nevén: MF & DAZN: X Series 17) profi ökölvívó-mérkőzés, amit 2024. szeptember 14-én rendeztek meg a Vertu Motors Arenában, Newcastle upon Tyne-ban, az MFB női középsúlyú bajnoki címért. Elle Brooke pontozással győzte le Savage-et.
Mérkőzések
| Súlycsoport      | Egyik fél        | Másik fél        | Győzelem típusa | Menet      | Idő        | Jegyzetek   |
| Fő esemény       | Fő esemény       | Fő esemény       | Fő esemény      | Fő esemény | Fő esemény | Fő esemény  |
| ---------------- | ---------------- | ---------------- | --------------- | ---------- | ---------- | ----------- |
| Középsúly        | Elle Brooke      | Jenny Savage     | PONT            | 5          |            | [ a ] [ b ] |
| Félnehézsúly     | Idris Virgo      | Benson Henderson | PONT            | 5          |            | [ c ]       |
| Cirkálósúly      | Jully Poca       | Crystal Pittman  | PONT            | 5          |            | [ d ] [ e ] |
| Félnehézsúly     | Lil Craca        | Joey Knight      | PONT            | 5          |            | [ f ] [ g ] |
| Ismeretlen       | Lewis Bowden     | George Stokey    | PONT            | 4          |            | [ h ]       |
| Félnehézsúly     | Ashley Rak-Su    | Tristan Hamm     | PONT            | 4          |            |             |
| Könnyűsúly       | Carla Jade       | Nikki Hru        | PONT            | 5          |            | [ i ]       |
| Félnehézsúly     | Benson Henderson | Chris Avila      | PONT            | 5          |            | [ g ]       |
| Előzetes esemény |                  |                  |                 |            |            |             |
| Félnehézsúly     | Idris Virgo      | Fes Batista      | TKO             | 1 (5)      | 2:03       | [ g ]       |
| Nehézsúly        | Kelz             | Big Tobz         | TKO             | 3 (3)      | 1:49       | [ h ]       |

1. ↑  Savage profi debütálása.
2. ↑  Az MFB női középsúlyú bajnoki címért.
3. ↑  Kieséses torna döntője.
4. ↑  Pittman profi debütálása.
5. ↑  Az MFB női cirkálósúlyú bajnoki címért.
6. ↑  Henderson profi debütálása.
7. 1 2 3  Kieséses torna elődöntője.
8. 1 2  Mindkét fél profi debütálása
9. ↑  Az MFB női könnyűsúlyú bajnoki címért.

### MF & DAZN: X Series 019: AnEsonGib vs. Slim
Az AnEsonGib vs. Slim (hivatalos nevén számozással: MF & DAZN: X Series 19 – Qatar: The Supercard) profi ökölvívó-mérkőzés, amit 2024. november 28-án rendeztek a dohai Loszaíli Sportarénában. A fő mérkőzésen a szaúd-arábiai AnEsonGib youtuber mérkőzött meg az amerikai Slim Albaher youtuberrel, az MFB középsúlyú címért. Gib pontozással verte meg ellenfelét.
2024. szeptember 3-án Mams Taylor bejelentette, hogy Albaher egy MMA-versenyzővel fog megmérkőzni a novemberi eseményen. A Brooke v. Savage mérkőzés estéjén ennek ellenére kiderült, hogy az amerikai youtuber ellenfele AnEsonGib lesz, aki először fog a szorítóba lépni a Misfits szervezésében. A dátumot október 14-én erősítették meg. Az eseményen ezek mellett másfél év után visszatért Deji is, Dawood Savage ellen, illetve Salt Papi megmérkőzött King Kenny ellen. Az előzetes esemény legfőbb találkozója Luis Alcaraz Pineda mexikói ökölvívó és Swarmz brit rapper között volt. Salt Papi kiütéssel győzte le Kennyt, és Deji is hasonlóan győzte le ellenfelét.
Mérkőzések
| Súlycsoport      | Győztes             | Vesztes       | Győzelem típusa | Menet      | Idő        | Jegyzetek  |
| Fő esemény       | Fő esemény          | Fő esemény    | Fő esemény      | Fő esemény | Fő esemény | Fő esemény |
| ---------------- | ------------------- | ------------- | --------------- | ---------- | ---------- | ---------- |
| Középsúly        | AnEsonGib           | Slim Albaher  | PONT            | 8          |            | [ a ]      |
| Félnehézsúly     | Salt Papi           | King Kenny    | KO              | 3 (6)      | 0:40       |            |
| Szabadsúly       | Deji Olatunji       | Dawood Savage | KO              | 3 (4)      | 0:32       | [ b ]      |
| Váltósúly        | Jarvis Khattri      | Ben Williams  | TKO             | 3 (5)      | 1:16       | [ c ]      |
| Középsúly        | Warren Spencer      | NichLmao      | PONT            | 4          |            |            |
| Könnyűsúly       | Lil Cracra          | YuddyGangTV   | PONT            | 5          |            | [ d ]      |
| Nehézsúly        | Chase DeMoor        | Kelz          | PONT            | 5          |            | [ e ]      |
| Előzetes esemény |                     |               |                 |            |            |            |
| Félnehézsúly     | Luis Alcaraz Pineda | Swarmz        | PONT            | 3          |            |            |
| Középsúly        | Amir Anderson       | Neeraj Saini  | TKO             | 2 (6)      | 1:30       |            |

1. ↑  Az MFB középsúlyú bajnoki címért.
2. ↑  Savage profi debütálása.
3. ↑  Az MFB váltósúlyú bajnoki címért.
4. ↑  Az átmeneti MFB könnyűsúlyú bajnoki címért.
5. ↑  Az MFB nehézsúlyú bajnoki címért.

## 2025

### MF & DAZN: X Series 020: Fury vs. Till
A Tommy Fury vs Darren Till (hivatalos nevén: MF & DAZN: X Series 20) profi ökölvívó-mérkőzés, amit 2025. január 18-án fognak megrendezni Tommy Fury angol ökölvívó, és Darren Till MMA-versenyző között a manchesteri Co-op Live arénában.
Mérkőzések
| Súlycsoport | Egyik fél  | Másik fél   | Győzelem típusa | Menet      | Idő        | Jegyzetek  |
| Fő esemény  | Fő esemény | Fő esemény  | Fő esemény      | Fő esemény | Fő esemény | Fő esemény |
| ----------- | ---------- | ----------- | --------------- | ---------- | ---------- | ---------- |
| Nehézsúly   | Tommy Fury | Darren Till |                 | – (8)      |            | [ a ]      |

1. ↑  Till profi debütálása.